# Partido Yibutiano por el Desarrollo
El Partido Yibutiano por el Desarrollo (en francés Parti Djiboutien pour le Développement) es un partido político opositor de Yibuti.
En las últimas elecciones legislativas concurrió bajo la coalición Unión para la Alternancia Democrática, junto a otros tres partidos (Alianza Republicana por la Democracia, el Movimiento por la Renovación Democrática y el Desarrollo y la Unión Yibutiense por la Democracia y la Justicia). La Unión para la Alternancia perdió las elecciones ante la Unión para la Mayoría Presidencial, al obtener el 37,3% de los votos totales. Al ser derrotados no consiguieron ningún escaño en la Cámara de Diputados de Yibuti.
- Datos: Q5285305